# Dawka podwajająca
Dawka podwajająca – dawka promieniowania jonizującego wywołująca podwojenie naturalnej częstości mutacji.
Stanowi ocenę skutków genetycznych ekspozycji na promieniowanie jonizujące. U ludzi ocenia się ją na 0,5 siwerta, przy napromieniowaniu całego ciała lub narządów płciowych.